# Álex Vladimir Pérez
Álex Vladimir Pérez Aldas (15 de mayo de 1987, Guayaquil, Ecuador) es un futbolista ecuatoriano. Juega de portero y su equipo actual es el  Club Social y Deportivo Macará de la Serie A de Ecuador.

## Clubes
| Club                  | País    | Año           |
| --------------------- | ------- | ------------- |
| Técnico Universitario | Ecuador | 2005-2010     |
| Macará                | Ecuador | 2011-presente |

- Datos: Q5666045